# Jelena Konstantinowa
Jelena Wałdimirowna Konstantinowa; wcześniej Murtazajewa ros. Елена Владимировна Константинова (ur. 25 sierpnia 1981) – rosyjska siatkarka grająca na pozycji środkowej. Reprezentantka Rosji od 2009 roku. Obecnie reprezentuje barwy klubu Dynamo Krasnodar. Mistrzyni Świata z 2010 roku.

## Kluby
- 1998–2004   CSKA Moskwa
- 2006–2008   CSKA Moskwa
- 2008–2010   Dynamo Jantar Kaliningrad
- 2010–2012   Dynamo Krasnodar
- 2012–2013   Zarieczje Odincowo

## Sukcesy
Puchar Rosji:
- 2001

Mistrzostwo Rosji:
- 2006

World Grand Prix:
- 2009

Mistrzostwa Świata:
- 2010